# Balthasar-Neumann-Promenade (Bad Kissingen)
Die Balthasar-Neumann-Promenade befindet sich im Rosengarten in Bad Kissingen, der Großen Kreisstadt des unterfränkischen Landkreises Bad Kissingen. Die an der Promenade gelegenen Anwesen gehören zu den Bad Kissinger Baudenkmälern und sind unter der Nummer D-6-72-114-268 (Nr. 4; 6; 8; 10; 12) beziehungsweise D-6-72-114-269 (Nr. 16) in der Bayerischen Denkmalliste registriert.

## Geschichte

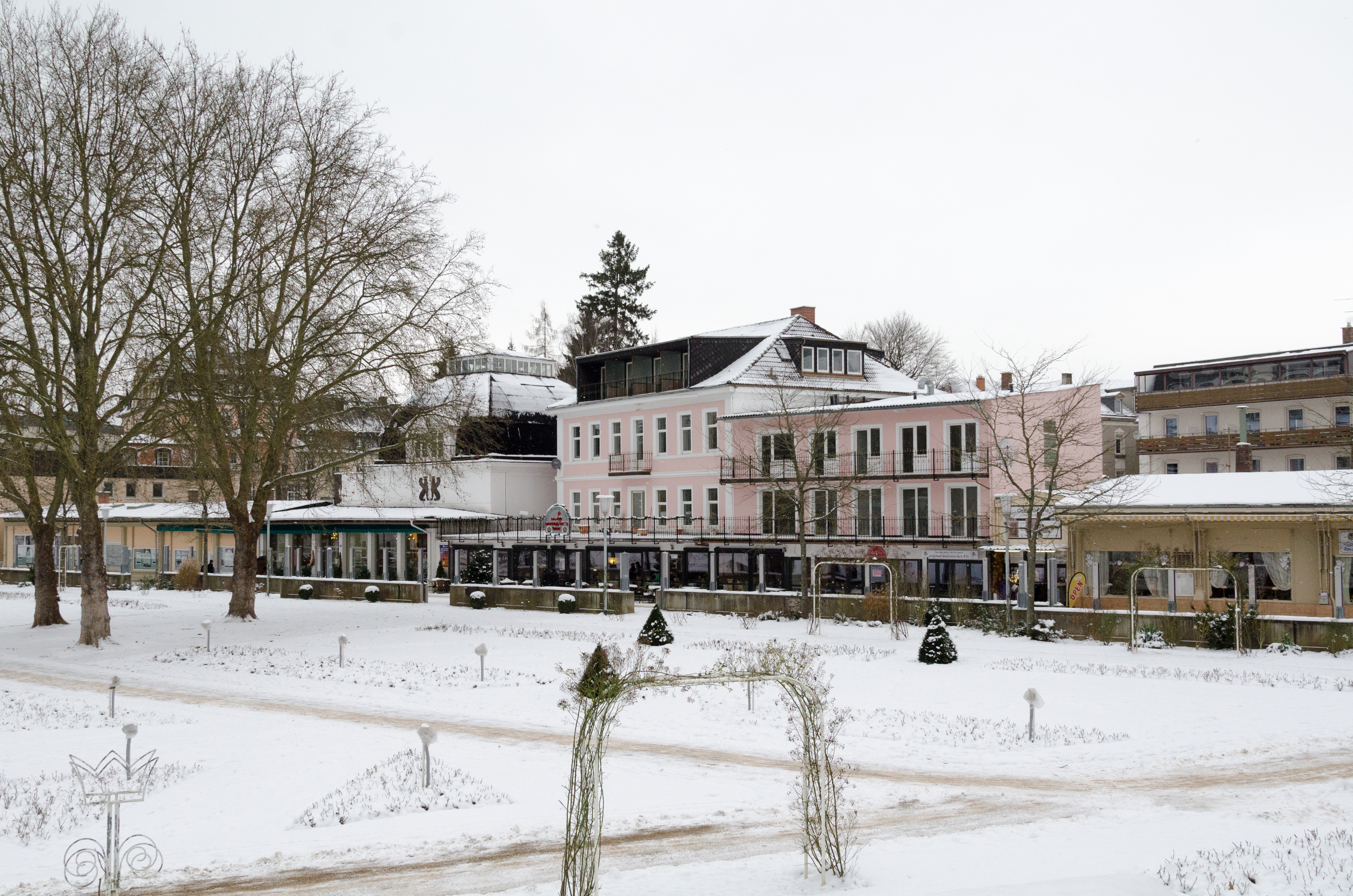
Balthasar-Neumann-Promenade Nr. 4; 6; 8; 10; 12

Die Promenade verläuft – beginnend am Anwesen Ludwigstraße 3 – entlang dem Rosengarten. Er ist Bestandteil der über den Rosengarten hinaus führenden Salinenpromenade, die zur Unteren Saline und zur Oberen Saline im Stadtteil Hausen führt.

### Balthasar-Neumann-Promenade Nr. 4; 6; 8; 10; 12
Die zumeist eingeschossigen Anwesen mit flachen Satteldächern bilden eine Ladenzeile und entstanden im Jugendstil sowie im Stil des Historismus großteils um das Jahr 1900. Die Nr. 8, ein dreigeschossiger Walmdachbau, entstand im Kern bereits in der ersten Hälfte des 19. Jahrhunderts.
Die Glaskuppel der Nr. 10 erinnert an die Bazare des Ortes, die im 19. Jahrhundert zunächst entlang dem Kurgarten und ab 1899 im Rosengarten bestanden. Zu dieser Zeit entstanden wie in der Balthasar-Neumann-Promenade beispielsweise auch in der Salinenstraße 37 und der Salinenstraße 47 (dem ehemaligen Café Neptun) vermehrt Bazarbauten an Promenadenwegen. Heute beherbergt die Ladenzeile unter anderem eine Konditorei, eine Eisdiele und ein italienisches Restaurant.

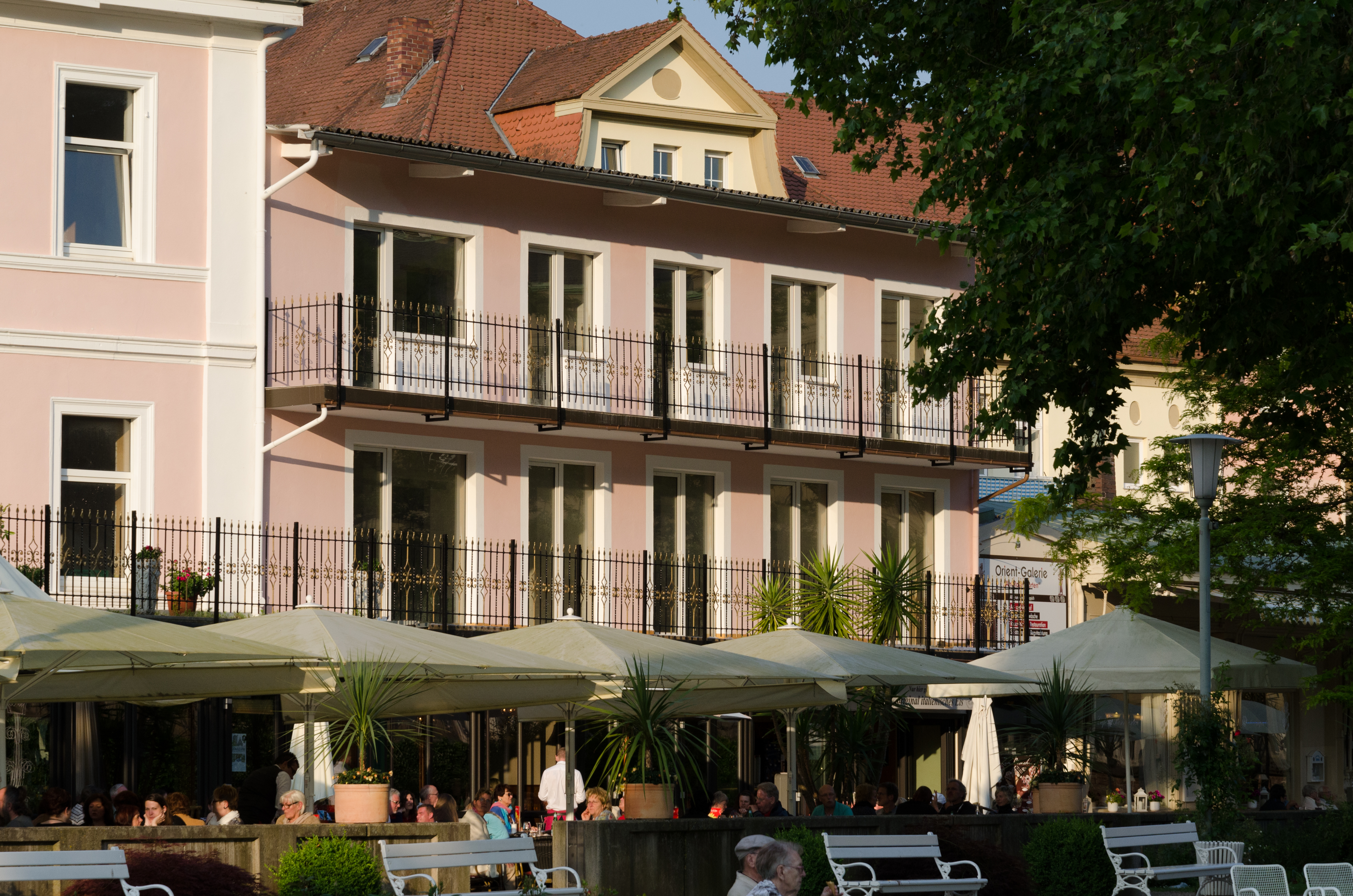
Balthasar-Neumann-Promenade Nr. 6
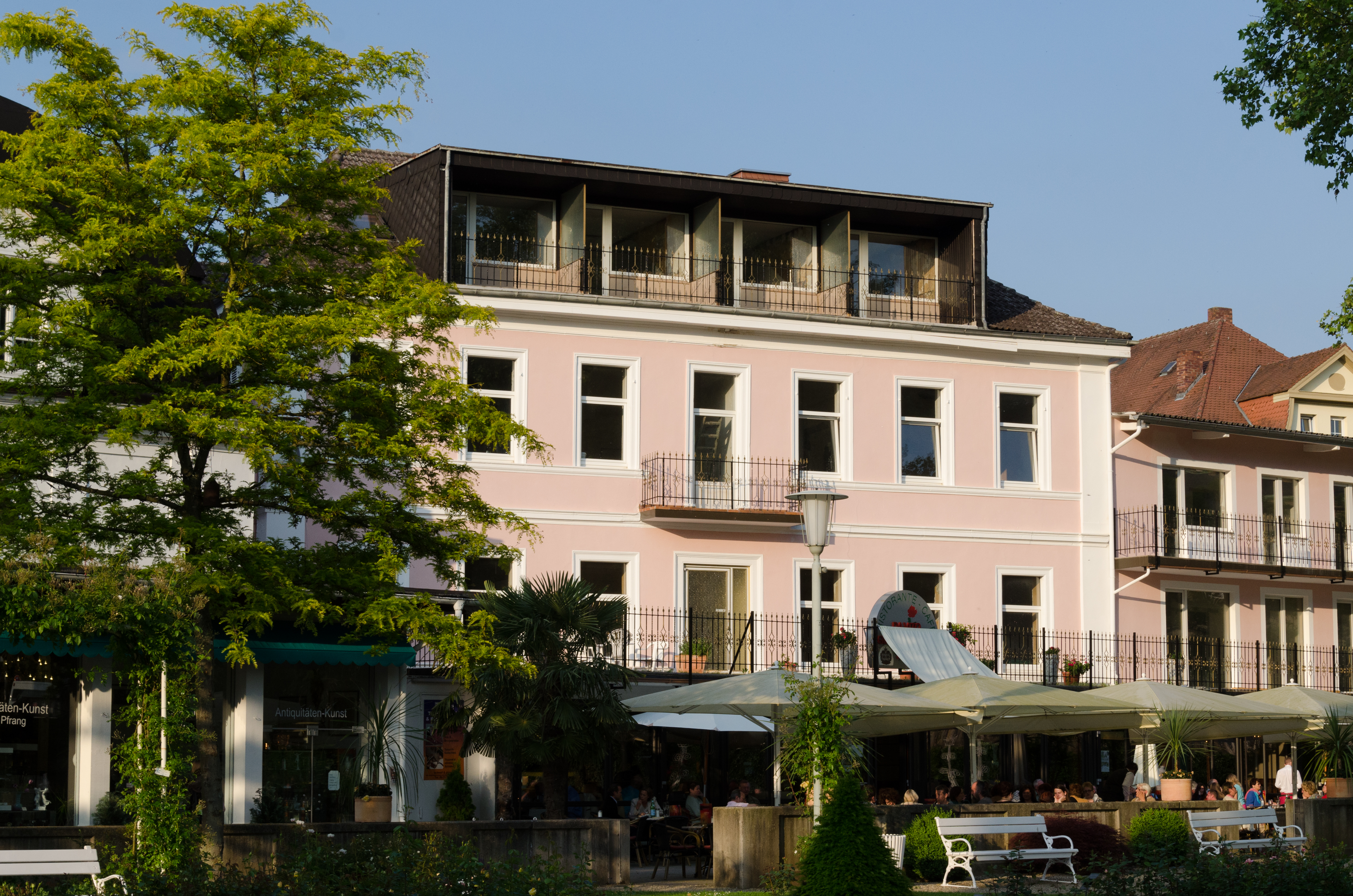
Balthasar-Neumann-Promenade Nr. 8
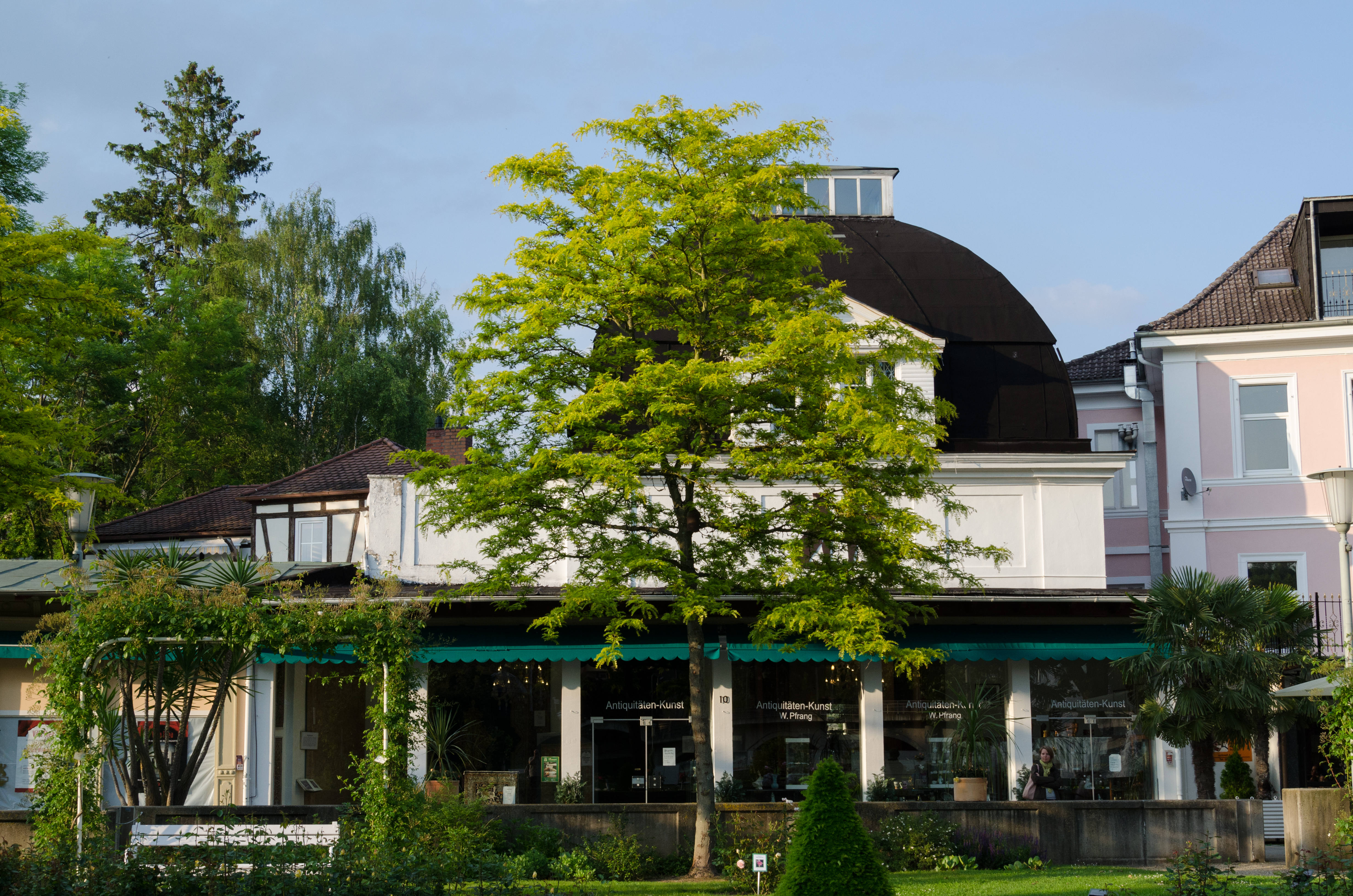
Balthasar-Neumann-Promenade Nr. 10

### Balthasar-Neumann-Promenade Nr. 16

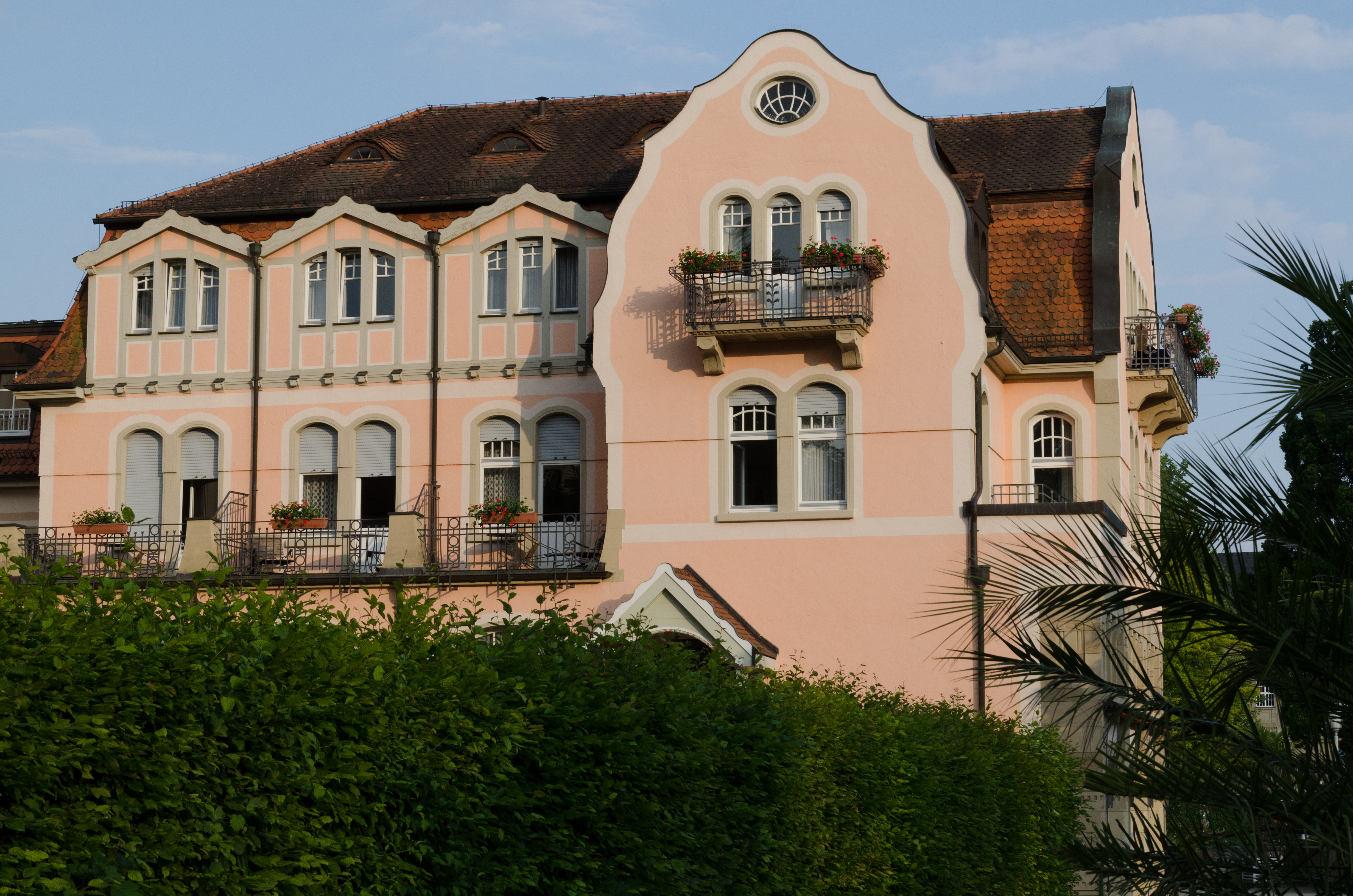
Balthasar-Neumann-Promenade Nr. 16

Der zweigeschossige, verputzte Mansarddachbau wurde im Jahr 1907 vom Bad Kissinger Architekt Carl Krampf im Jugendstil errichtet. Es gehörte ursprünglich als Nebengebäude zum Kurhotel in der Theresienstraße 12. Das Anwesen weist in der westlichen Ladenzeile eine reiche Hausteingliederung auf.
Die Errichtung des Kurhotel-Nebengebäudes begründete die Ladeneröffnungen in der Ladenzeile Nr. 4 bis 12.

### Bildstock

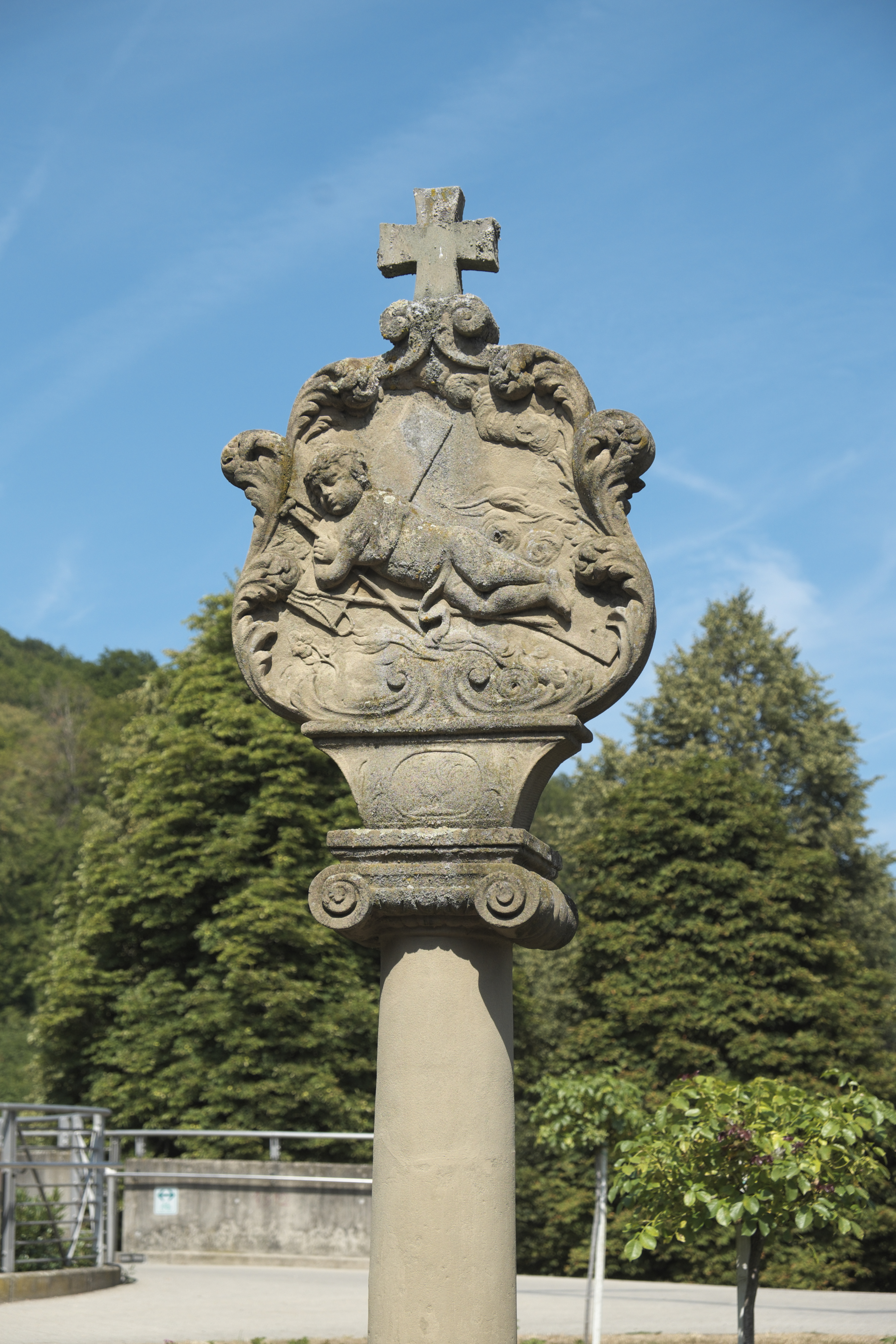
Bildstock von 1725

Am Ende der Promenade befindet sich nahe dem Schweizerhaus-Steg ein Bildstock aus dem Jahr 1725.